# Algorhythm
Algorhythm – polski zespół jazzowy założony w styczniu 2013 w Gdańsku. Nominowany do Fryderyka 2018 za album Mandala.

## Dyskografia

### Albumy
| 2015                           | Segments - Data: 21 maja 2015 - Wydawca: Alpaka Records  | – |
| 2017                           | Mandala - Data: 18 marca 2017 - Wydawca: Alpaka Records  | – |
| 2019                           | Termomix - Data: 15 marca 2019 - Wydawca: Alpaka Records | – |
| „–” pozycja nie była notowana. |                                                          |   |